# Viola cheiranthifolia
Viola cheiranthifolia är en violväxtart som beskrevs av Alexander von Humboldt och Bonpl.. Viola cheiranthifolia ingår i släktet violer, och familjen violväxter. Inga underarter finns listade i Catalogue of Life.

## Bildgalleri

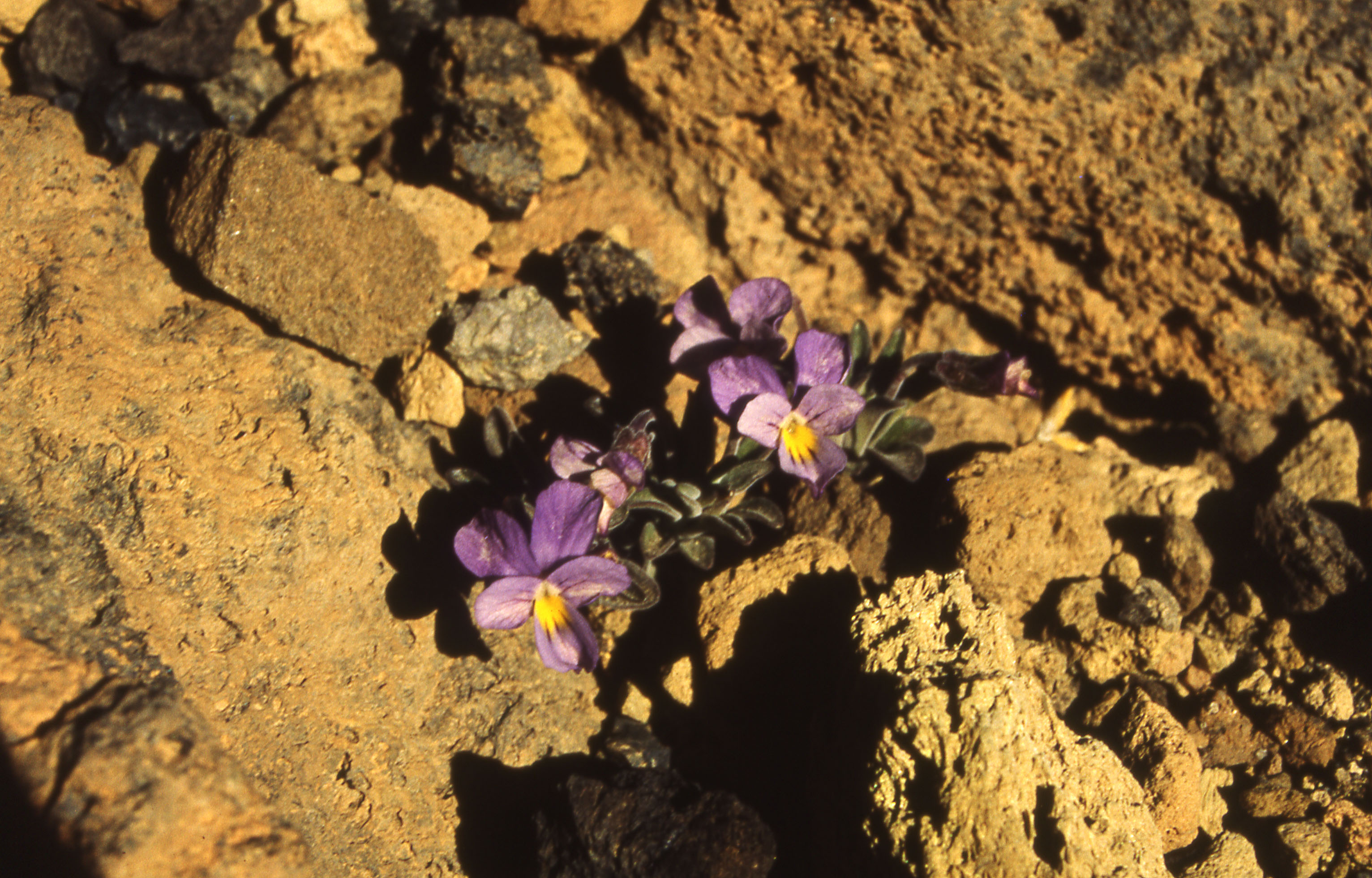
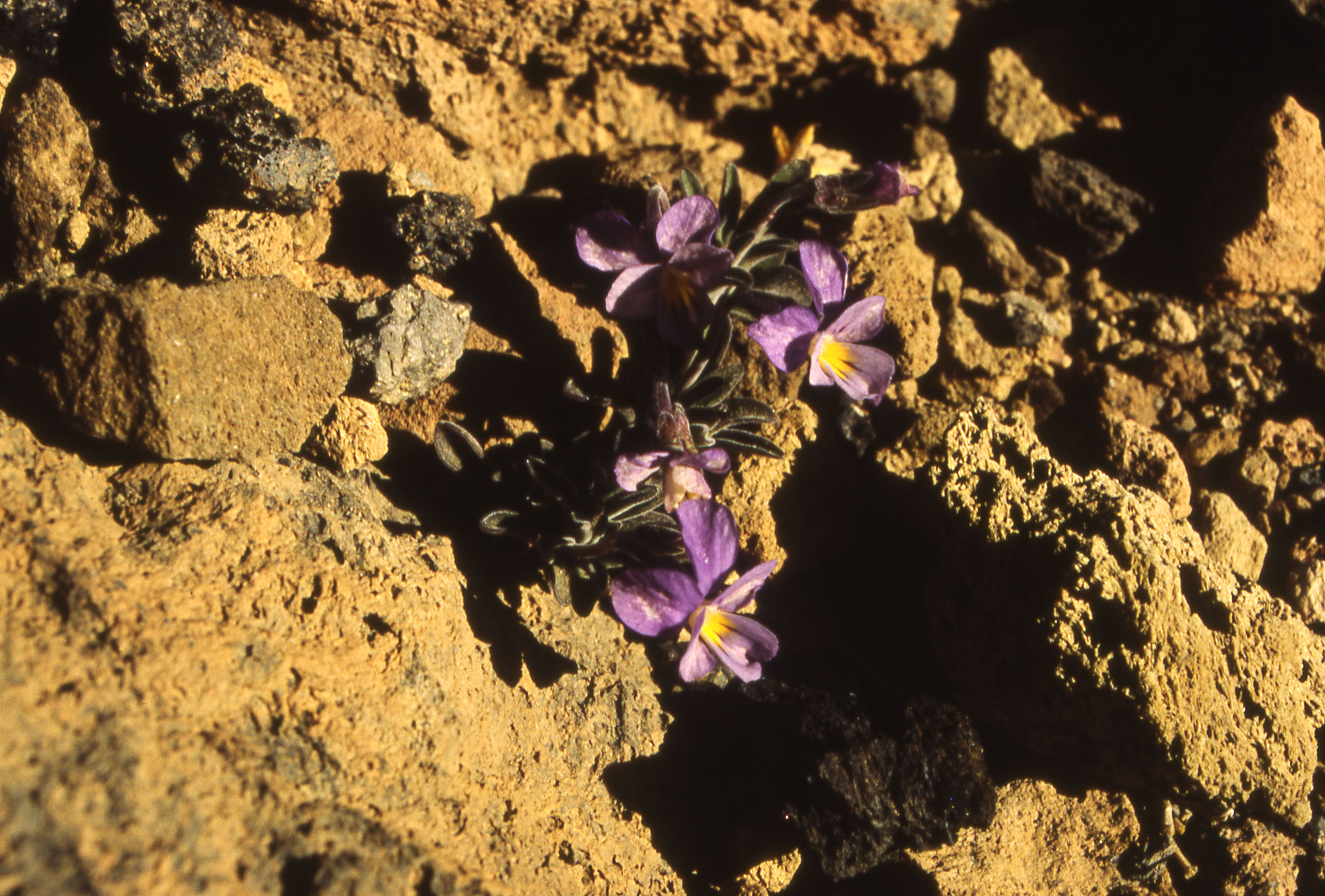
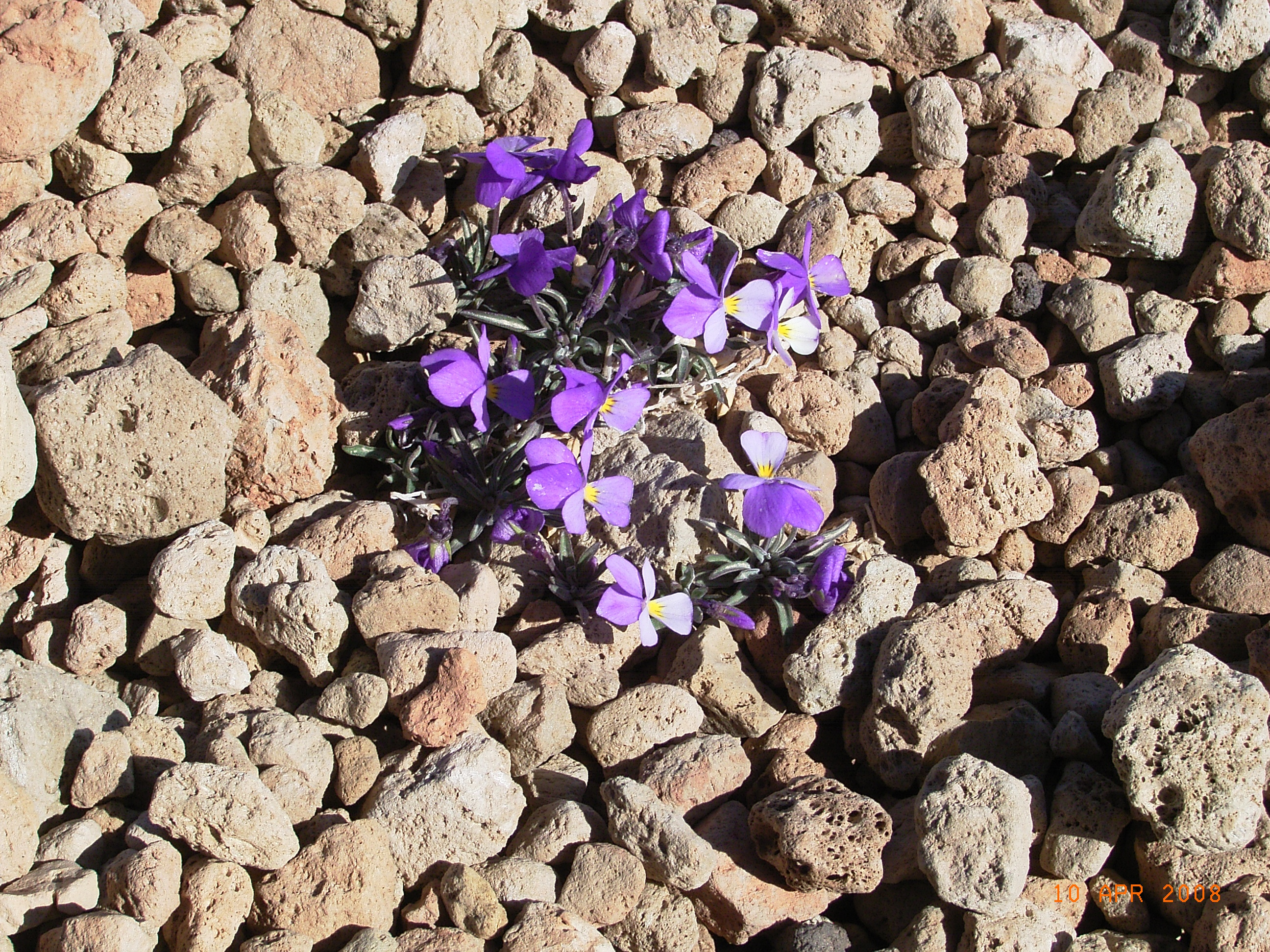